# Plan, Isère
Plan este o comună în departamentul Isère din sud-estul Franței. În 2009 avea o populație de 197 de locuitori.

## Evoluția populației
| An        | 1975 | 1982 | 1990 | 1999 | 2006 | 2009 |
| --------- | ---- | ---- | ---- | ---- | ---- | ---- |
| Populație | 129  | 140  | 145  | 139  | 180  | 197  |